# Gabriel Dan Cacuci
Gabriel Dan Cacuci (n. 16 mai 1948) este un fizician german de origine română, membru de onoare al Academiei Române (din 1996). Este director al Institutului de Cercetări Fizice în domeniul nuclear din Germania și membru al Academiei Americano-Române de Arte și Știintă (ARA) din SUA.